# Herbert H. Lehman
Herbert Henry Lehman (28 tháng 3 năm 1878 - 5 tháng 12 năm 1963) là một chính trị gia của Đảng Dân chủ tại New York. Ông phục vụ từ năm 1933 đến năm 1942 với tư cách là Thống đốc thứ 45 của tiểu bang New York và đại diện cho tiểu bang New York tại Thượng viện Hoa Kỳ từ năm 1949 đến năm 1957.